# كفتة البوسنة
كفتة البوسنة أو  كفتة البوسنة والهرسك عرفت هذه الكفتة في البوسنة والهرسك ثم انتشرت في جميع أنحاء يوغوسلافيا قبل الانفصال. وتسمى تلك الكفتة جباب شيشي وهي مأخوذة عن كلمة الكباب.

## المقادير
1 كيلو لحم بقري مفروم،
1 رغيف فينو صغير مبلول،
2 ملعقة صغيرة كمون مطحون،
4 ملاعق ثوم مطحون (أو 6 فصوص ثوم مدقوق)،
2 بصلة متوسطة الحجم، مبشورة،
2 ملعقة كبيرة فلفل أحمر،
2 ملفقة كبيرة معجون الطماطم.
ملح وفلفل أسود

## طريقة العمل
1- تخلط المقادير أعلاه خلطا جيدا، وتُضبط كمية الملح.
2- يُشكل المخلوط في هيئة الأصابع، وتترك مرصوصة على طبق جانبا.
3- يسخن الزبد في طاسة واسعة، وتضاف أصابع الكفتة واحدة تلو الأخرى مع تقليب كل واحدة بحيث تحمر من جميع الجوانب.
4- ستحتاج ربة البيت تحمير كمية الكفتة على مرتين، نظرا لصغر الطاسة.
وتقدم مع مقدونس والسلطة الخضراء.

## وصلات خارجية
- بوابة البوسنة والهرسك باللغة العربية
- الكباب البوسني، بوابة البوسنة والهرسك باللغة العربية